# Грийли (окръг, Небраска)
Вижте пояснителната страница за други населени места с името Грийли.
Окръг Грийли (на английски: Greeley County) е окръг в щата Небраска, Съединени американски щати. Площта му е 1479 km², а населението - 2714 души (2000). Административен център е град Грийли.